# Calci permanganat
Calci pemanganat là một chất oxy hóa và hợp chất hóa học với công thức hóa học là Ca(MnO4)2. Hợp chất này có thành phần gồm kim loại calci và hai ion pemanganat. Calci pemanganat không cháy, nhưng nó là một chất oxy hóa mạnh, nó sẽ đẩy nhanh việc đốt các vật liệu dễ cháy. Nếu vật liệu dễ cháy được phân làm mịn, hỗn hợp có thể bị nổ. Tiếp xúc với chất lỏng dễ cháy có thể gây cháy tự phát. Tiếp xúc với axit sunfuric có thể gây cháy hoặc nổ. Hỗn hợp với axit axetic hoặc anhydride axetic có thể gây nổ nếu không giữ lạnh. Sự bùng nổ có thể xảy ra khi hỗn hợp dung dịch muối calci và axit sunfuric tiếp xúc với benzen, cacbon đisunfua, đietyl ete, rượu etylic, dầu mỏ, hoặc các chất hữu cơ khác.
Calci pemanganat được điều chế từ phản ứng của kali pemanganat với calci chloride hoặc từ phản ứng của nhôm pemanganat với calci oxit. Hợp chất này cũng có thể được điều chế bằng phản ứng của mangan(IV) oxit với dung dịch calci hypoclorit và một ít calci hydroxide để tăng độ pH. Nếu mangan dioxide được làm nóng bằng calci hydroxide với chất oxy hóa như Ca(NO3)2, Ca(ClO3)2, hoặc Ca(ClO4)2, nó sẽ tạo ra calci manganat hoặc calci hypomanganat.

## Sử dụng
Hợp chất này được tin rằng sẽ giúp làm trắng răng. Nó đã từng được sử dụng như là một thành phần của nhiên liệu tên lửa bởi Luftwaffe.